# Place Jules Destrée
La place Jules Destrée est l'une des plus importantes places dans la section de Gilly, Charleroi (Belgique). Elle est baptisée au politique belge Jules Destrée.
La place est entourée et occupée par des bâtiments privés et publics, dont les plus importants sont l'hôtel de ville de Gilly et le centre du temps choisi. La place est traversée par la rue Genard, bordé au nord-est par le chaussé de Lodelinsart et au sud-ouest par la rue du Calvaire.

## Histoire
Après la guerre, la municipalité de Gilly a décidé de concentrer différents équipements publics autour d'un espace public pour en faire le cœur administratif de Gilly. Au fil des ans, différents projets ont été réalisés, qui ont déterminé la disposition actuelle de la place. En 1959, les architectes Georges Simon et Charles Bailleux construisent l'école municipale de Gilly centre, qui accueille les élèves du primaire et du secondaire et une bibliothèque. Le centre du Temps Choisi et l'hôtel de villes de Gilly, qui forment une interface avec la chaussée de Lodelinsart, ont été réalisés par les architectes Brigode, Balériaux & associés. Le centre a été achevé en 1964, tandis que la construction de l'hôtel de ville a été poursuivie jusqu'en 1976.

## Projet de rénovation

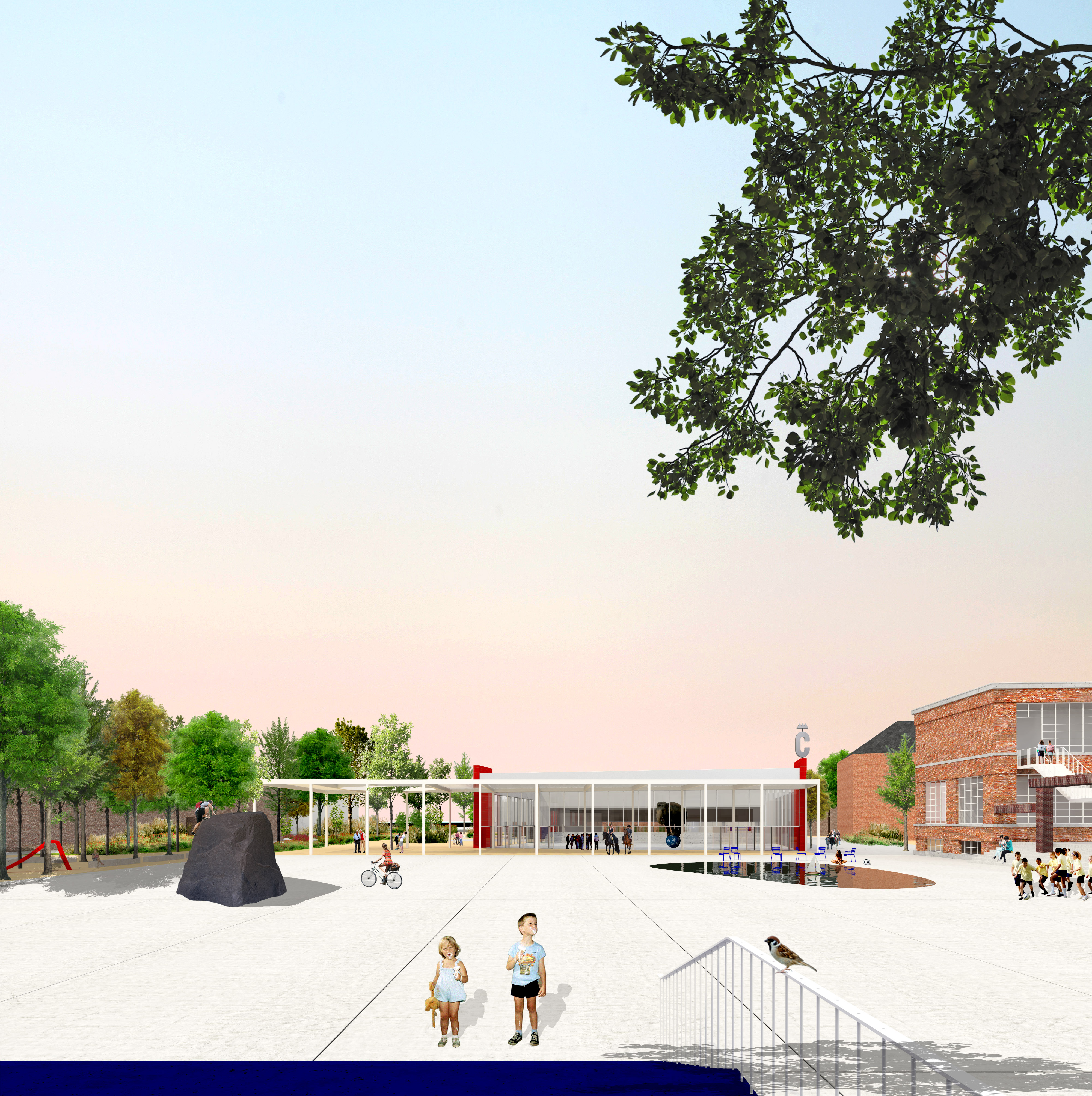
Image de synthèse réalisée par le cabinet d'architecture CENTRAL pour le concours d'idées EUROPAN 13.

En 2014, le Charleroi Bouwmeester Georgios Maïllis a suscité l'intérêt du site de la place Jules Destrée lors du célèbre concours d'architecture Europan. Sous le titre "villes adaptables", la ville de Charleroi a proposé ce site avec l'ambition de réhabiliter le questier Quatre-bras à Gilly,. Quatre projets ont été sélectionnés dans le cadre du concours, auquel ont participé une soixantaine d'architectes de moins de 40 ans de toute l'Europe. En 2017, le projet du cabinet d'architectes bruxellois Central a été retenu pour l'élaboration d'un nouveau masterplan pour la place. Les travaux de cet investissement de 4,264 millions d'euros pour cet espace public sont prévus pour 2022.

## Bâtiments
- Le centre du Temps Choisi
- L'hôtel de Ville de Gilly